# Golf Fernmitgliedschaft
Eine Golf Fernmitgliedschaft ist eine Art von Golfmitgliedschaft bei einem realen Golfclub. Viele deutsche Golfclubs bieten für Golfer mit der sogenannten Platzreife oder Platzerlaubnis, die außerhalb ihres Einzugsbereichs (Umkreis von ca. 200 km) wohnen, die Möglichkeit einer vergünstigten Fernmitgliedschaft (FM). Hier erhält man, sofern der Golfclub Mitglied im Deutschen Golf Verband (DGV) ist einen DGV-Ausweis mit entsprechender Verwaltung des Handicaps. Die Kosten für eine Jahresmitgliedschaft liegen etwa bei 140–600 EUR im Jahr.
Golfclubs mit nur einem geringen Anteil an Fernmitgliedschaften (< 10 %) können an der freiwilligen Kennzeichnung der DGV-Ausweise teilnehmen. Diese gilt dann für alle Mitglieder des Clubs einheitlich und wird mit einem R im Ausweis gekennzeichnet. Viele Golfclubs erheben ein vermindertes Greenfee für Gastspieler mit silbernem R oder goldenem R/vS-Hologramm (überwiegend regionale Mitgliederstruktur mit volles Spielrecht).
Oft wird der Begriff Gastmitgliedschaft synonym mit Fernmitgliedschaft verwandt. Eine Gastmitgliedschaft ist allerdings oft noch günstiger, da hier im Gegensatz zu einer FM kein Spiel ohne Zahlung von Greenfee beim Golfclub, der die Handicapverwaltung macht, möglich ist.